# 拉兰特胡埃拉
拉兰特胡埃拉，是西班牙安达卢西亚自治区塞维利亚省的一个市镇。总面积18平方公里，总人口3585人（2001年），人口密度199人/平方公里。